# Alfred Aston
Alfred Aston (16 de maio de 1912 - 10 de fevereiro de 2003) foi um futebolista francês. Ele competiu na Copa do Mundo FIFA de 1934, sediada na Itália.